# Dolmens de Kerroyal
Les dolmens de Keroyal (ou Kerroyal) sont deux dolmens en ruines situés sur l'estran de la rivière du Bono, dans le Morbihan, en France.

## Description
Les dolmens sont érigés à proximité du lieu-dit de Keroyal, sur le territoire de la commune de Plougoumelen. Ils se situent à une centaine de mètres de la côte, dans la vasière de l'estran de la rivière du Bono, qui s'élargit à cet endroit, juste après le moulin à marée de Pont-Sal : ils sont donc entièrement submergés à chaque marée haute, deux fois par jour, et sont très difficilement accessibles. Les deux dolmens sont distants l'un de l'autre de 80 m.
Le mieux conservé des deux monuments est un dolmen à cabinet latéral, long de 8 m. La chambre mesure 3,8 m de long pour 2,6 à 3 m de large ; la galerie d'accès mesure 4,2 m sur 0,9 m ; le cabinet latéral, 1,55 m sur 1,18 m. Il est constitué de 18 supports et d'une table recouverte de lichens, qui lui donnerait le nom de « roh-vilen » (« roche jaune »).
Le deuxième monument, nettement plus ruiné, pourrait être une allée couverte. Longue de 5,2 m et large de 1,2 m, il n'en subsiste que 8 supports et une table.

## Historique

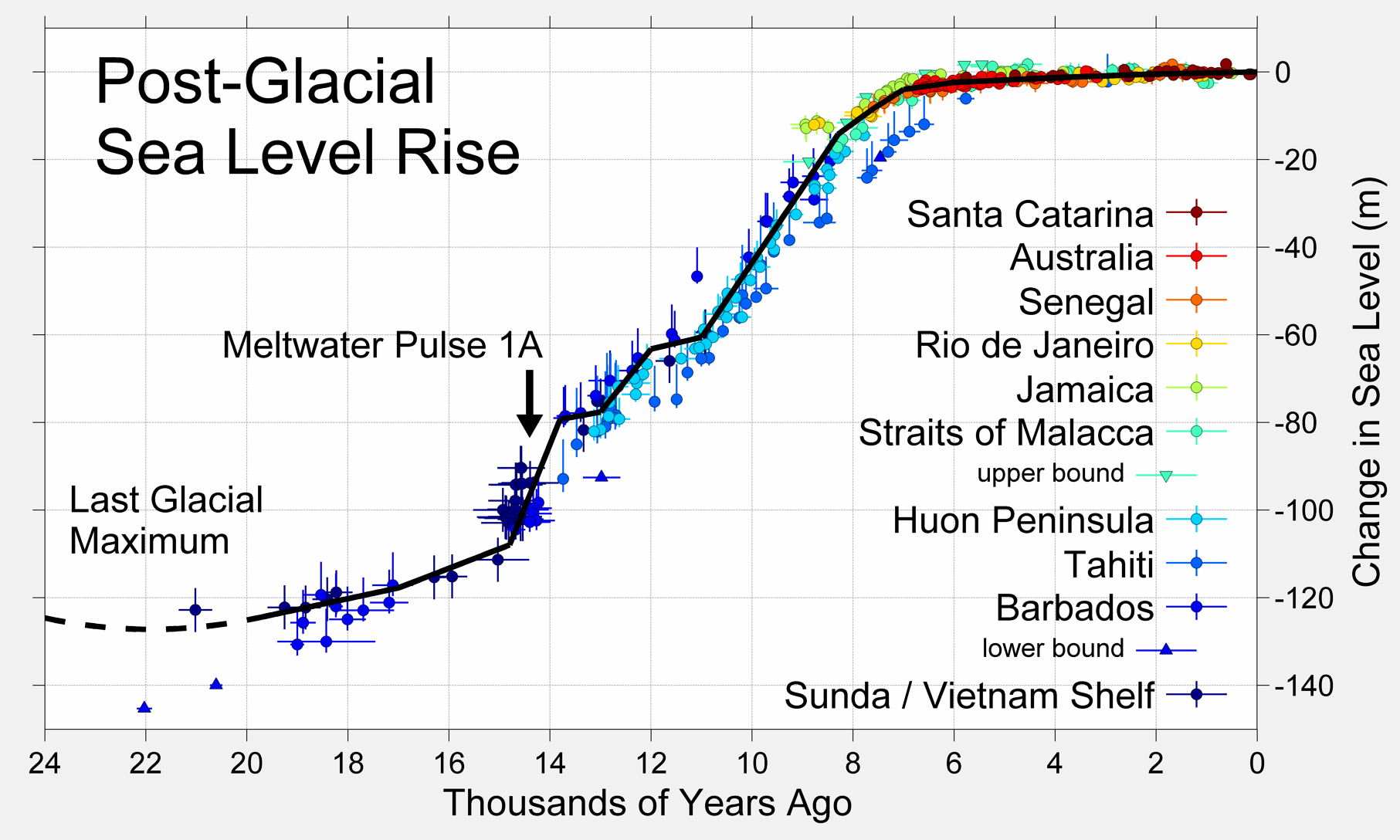
Illustration de la hausse du niveau de la mer au cours des 24000 dernières années. Les dolmens de Keroyal ont été bâtis il y a 5 à 6000 ans.

Les dolmens sont érigés au cours du Ve millénaire av. J.-C., alors que le niveau de la mer est environ 5 m plus bas qu'il ne l'est actuellement : les monuments sont alors bâtis sur la côte. Ils sont fouillés à une date ultérieure, peut-être à l'époque romaine. Les tables sont alors soulevées et déposées contre les supports.
À l'époque contemporaine, le mieux conservé des deux  dolmens de Keroyal semble être décrit pour la première fois en 1906 par Léon Lallement. Il est visité par Geoffroy d'Ault-Dumesnil et Zacharie Le Rouzic en 1908,, lesquels découvrent également le deuxième dolmen. En 1909, Geoffroy d'Ault-Dumesnil et Zacharie Le Rouzic retournent fouiller les dolmens : après avoir enlevé 40 cm de vase, ils trouvent un vase en terre brune, deux éclats de silex et des fragments de charbon de bois.